# Materieel van de Kusttram
Dit artikel geeft een overzicht van het materieel dat bij de Kusttram in dienst is of is geweest.

## Huidige trams

### Zeelijner (Urbos 100) (serie 6111-6158)[1]

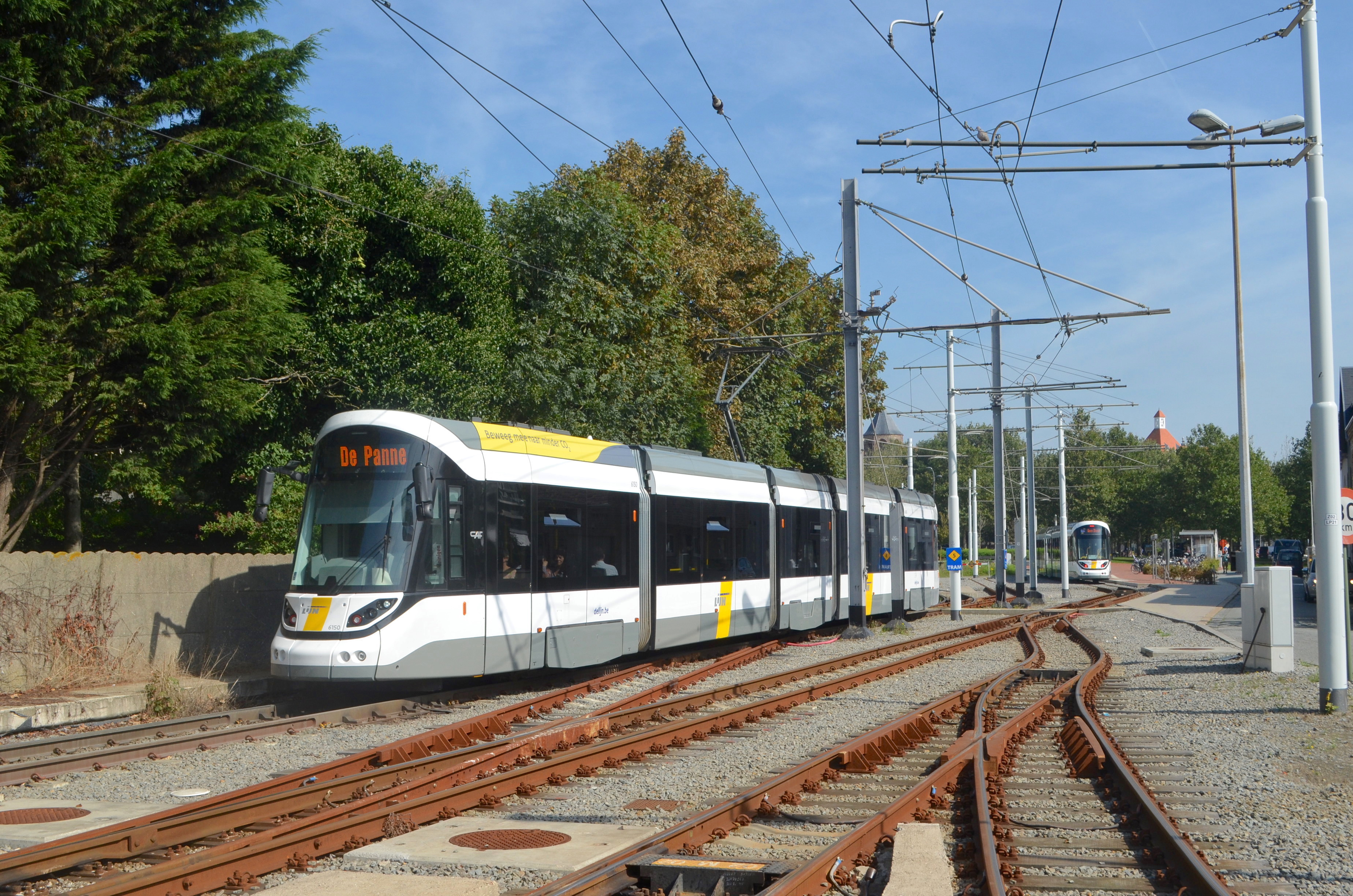
De Lijn Kusttram 6150 bij het depot te Knokke; september 2023.

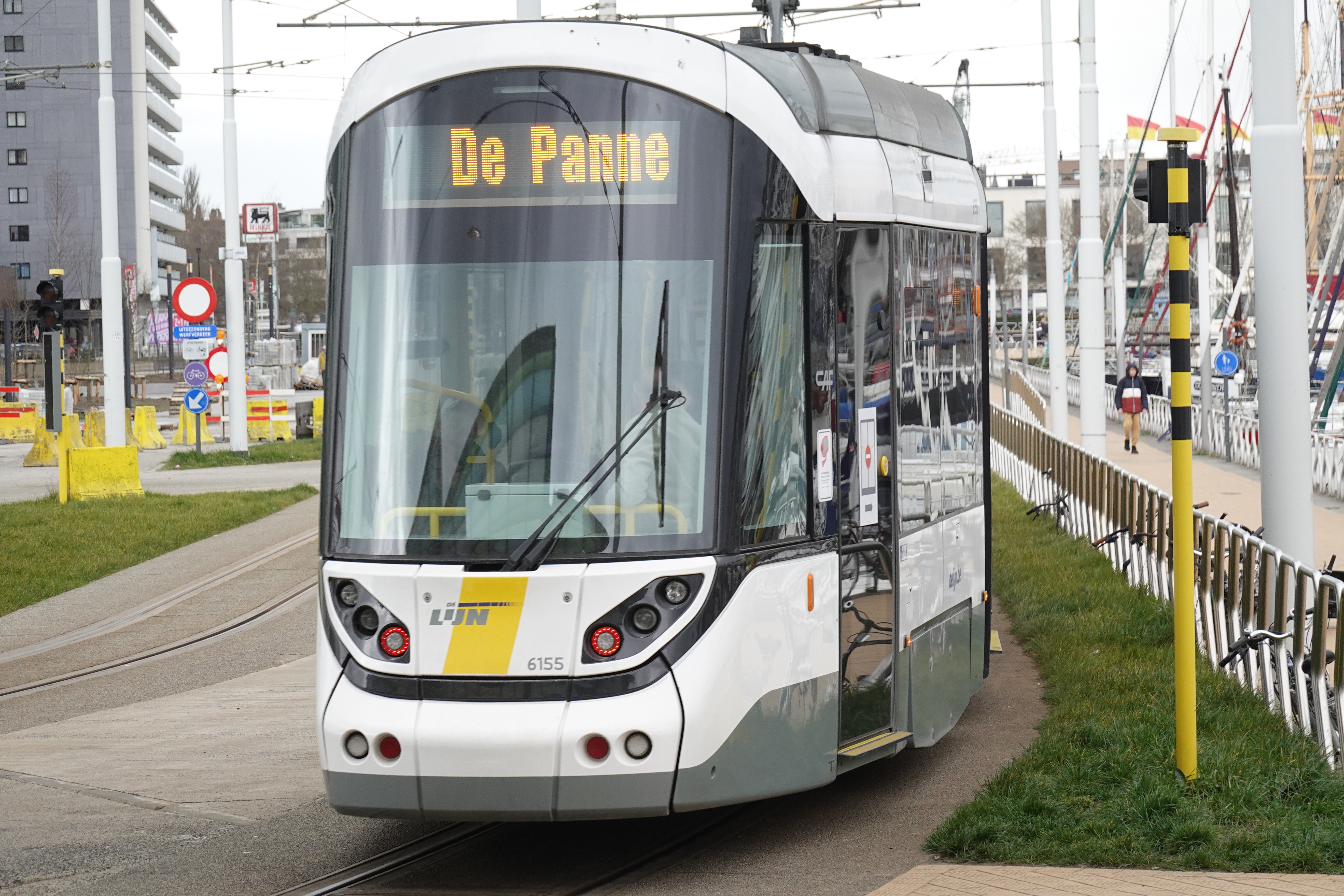
Achterkant van een Zeelijner in Oostende

Een bestelling van 48 lagevloertrams (uitbreidbaar tot 146) van het type Urbos 100 werd in 2017 geplaatst bij CAF in Spanje ter vervanging van de BN-ACEC kusttramvoertuigen (Serie 6000). Eind juni 2020 arriveerde de eerste nieuwe Kusttram (6112) per schip in Zeebrugge, en hij werd daarna overgebracht naar Oostende. Na vele testen zijn deze trams op 3 april 2021 met passagiers gaan rijden, het eerste jaar voornamelijk op de verkorte ritten Oostende – Westende. 
Dit nieuwe tramtype kreeg in de zomer van 2021 de naam 'Zeelijner' (sealiner) na een wedstrijd van De Lijn. De wagen met het laagste wagennummer van de serie, de 6111, kwam aan op 23 maart 2021. De laatste, de 6158, werd afgeleverd op 12 januari 2022. Van de Urbos 100-stellen uit latere orders voor de  Antwerpen is als alternatieve naam 'Stadslijner' (cityliner) bekend. De 'Stadslijner' (cityliner) heeft echter een omgrenzingsprofiel van 2.300 millimeter breedte terwijl de 'Zeelijner' (Sealiner) een omgevingsprofiel van 2.400 millimeter breedte heeft. De nieuwe trams lijken sterk op de Amsterdamse serie 3001-3072, maar die zijn iets korter.
|                      | Urbos 100 |
| -------------------- | --- |
| Lengte               | 31,58 meter (31,400 volgens fabrikant)                                                                             |
| Breedte              | 2,4 meter (Tijdelijk zijn ze iets breder door rubberen randen, zolang de perrons nog niet allemaal aangepast zijn) |
| Gewicht              | 40 ton |
| Capaciteit reizigers | 187 |
| Zitplaatsen          | 54 (+20 klapzitjes)                                                                                                |
| Maximumsnelheid      | 70 km/u |

## Historisch materieel

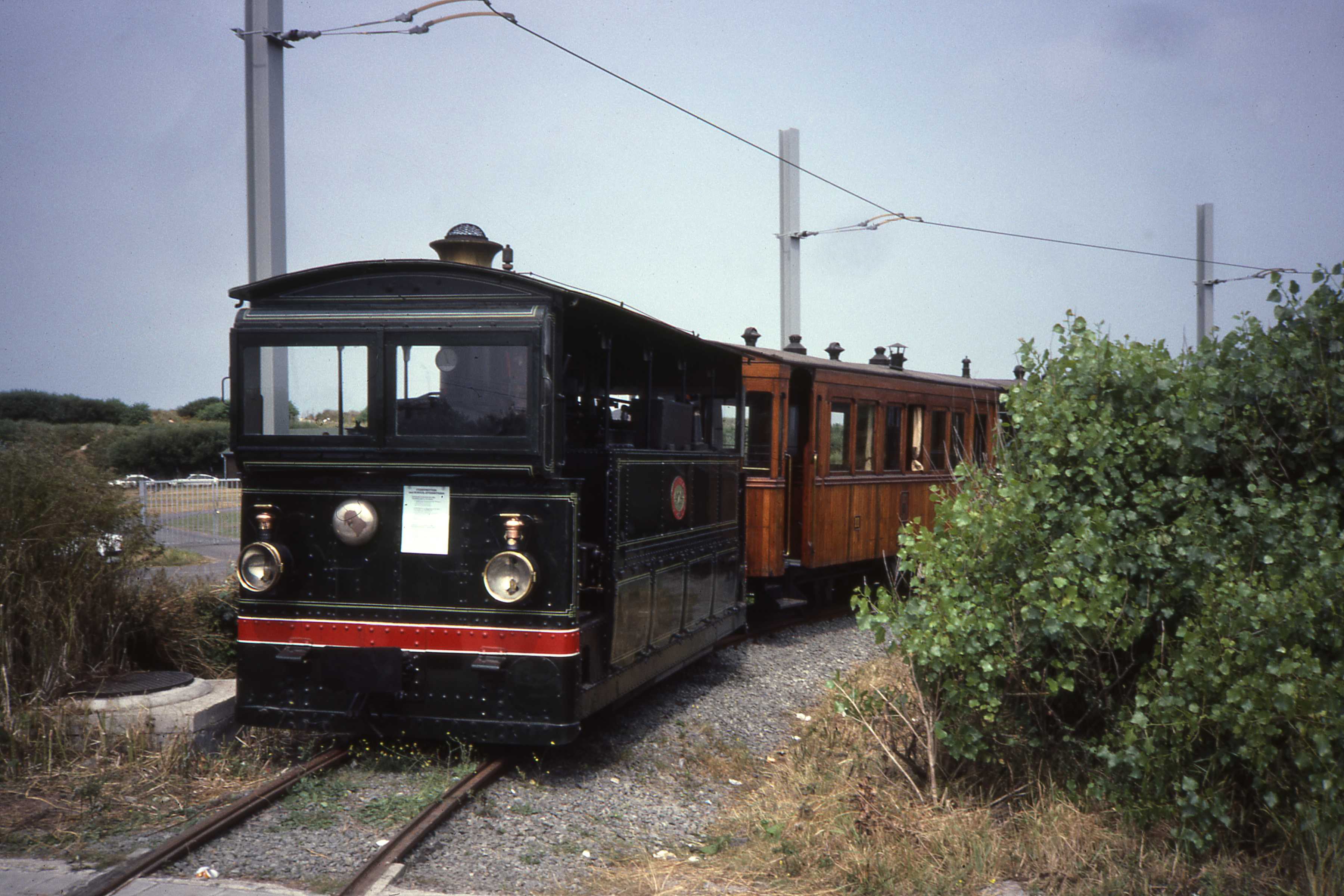
Stoomtram van de NMVB aan de kust. De stoomloc is van het trammuseum van de ASVi. De foto is genomen in de keerlus van De Haan; 1986.

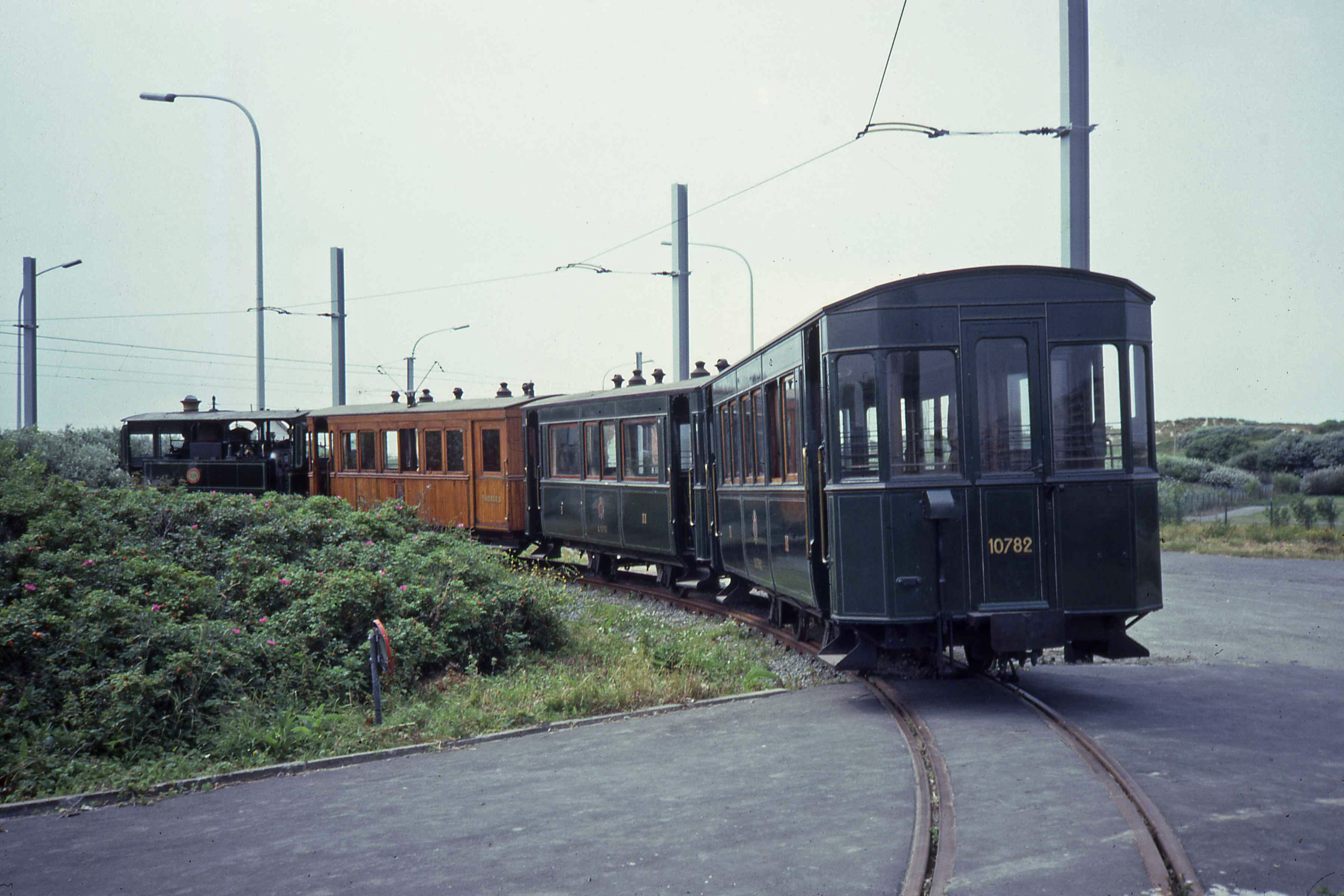
Stoomtramrijtuigen van de NMVB. De foto is genomen in de keerlus van De Haan; 1986.

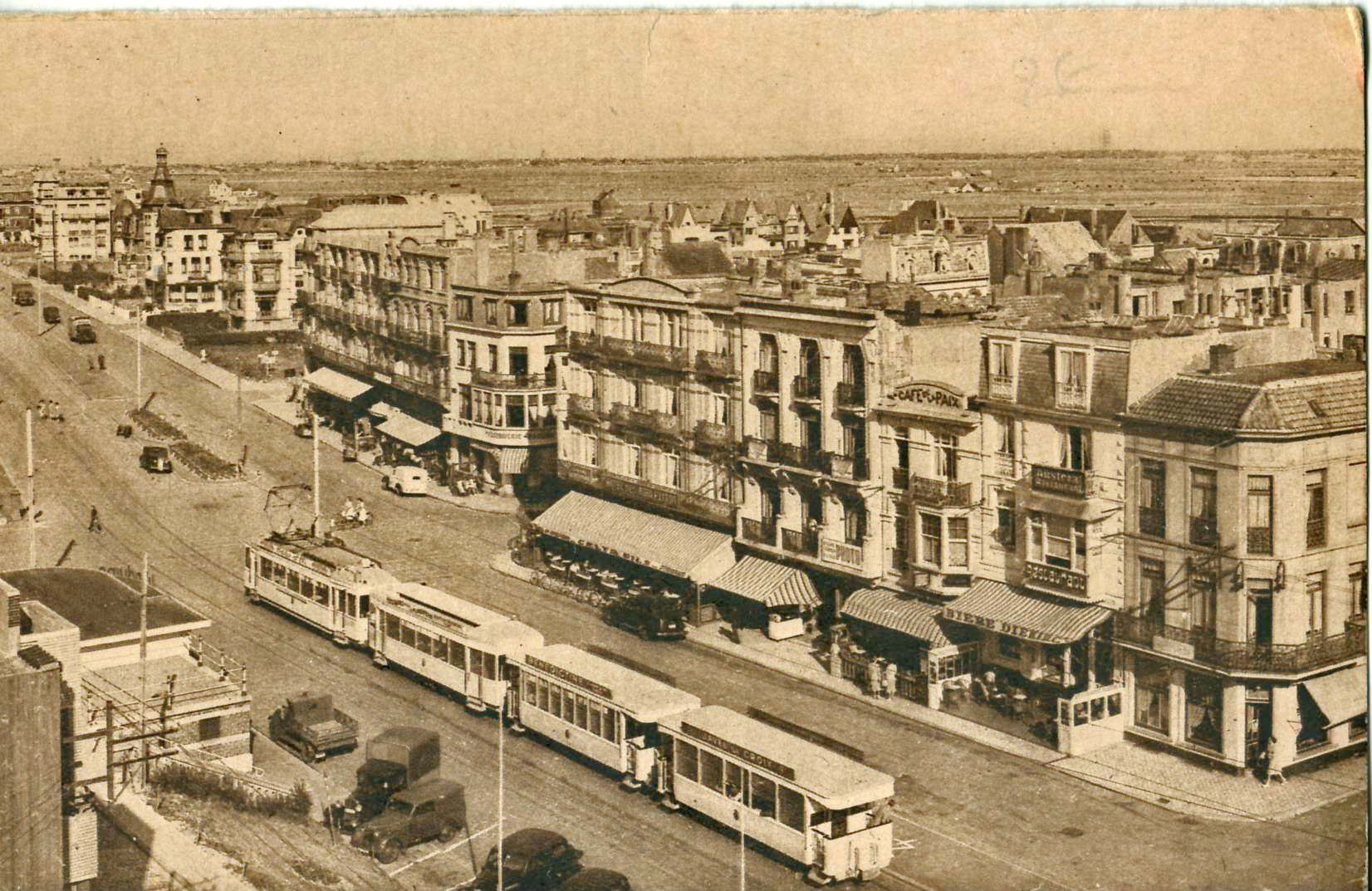
Elektrische tram met drie bijwagens op de Avenue De-Smet-de-Nayer te Wenduine; jaren dertig.

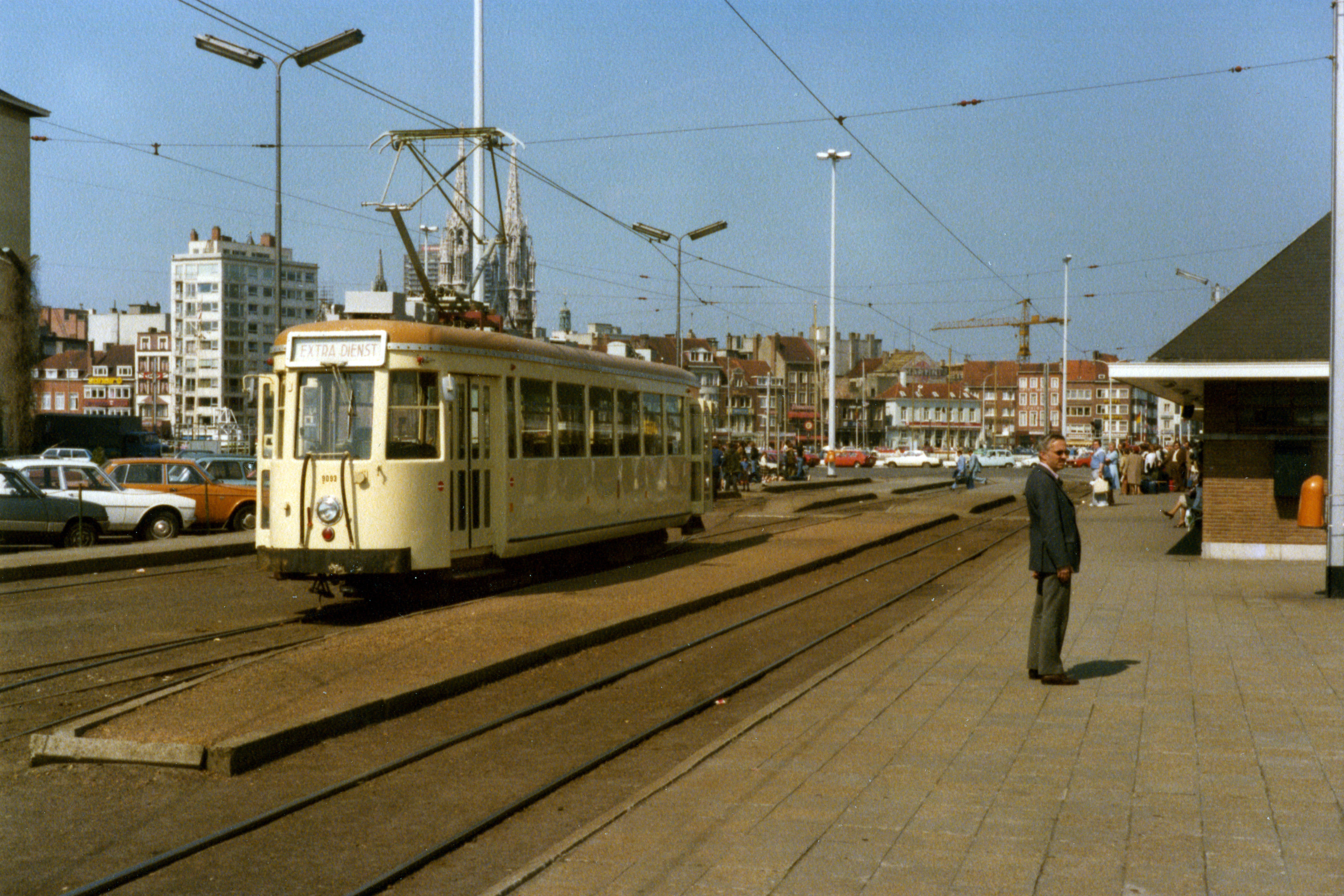
Tweerichting motorwagen type S nr. 9093. Oostende; jaren tachtig.

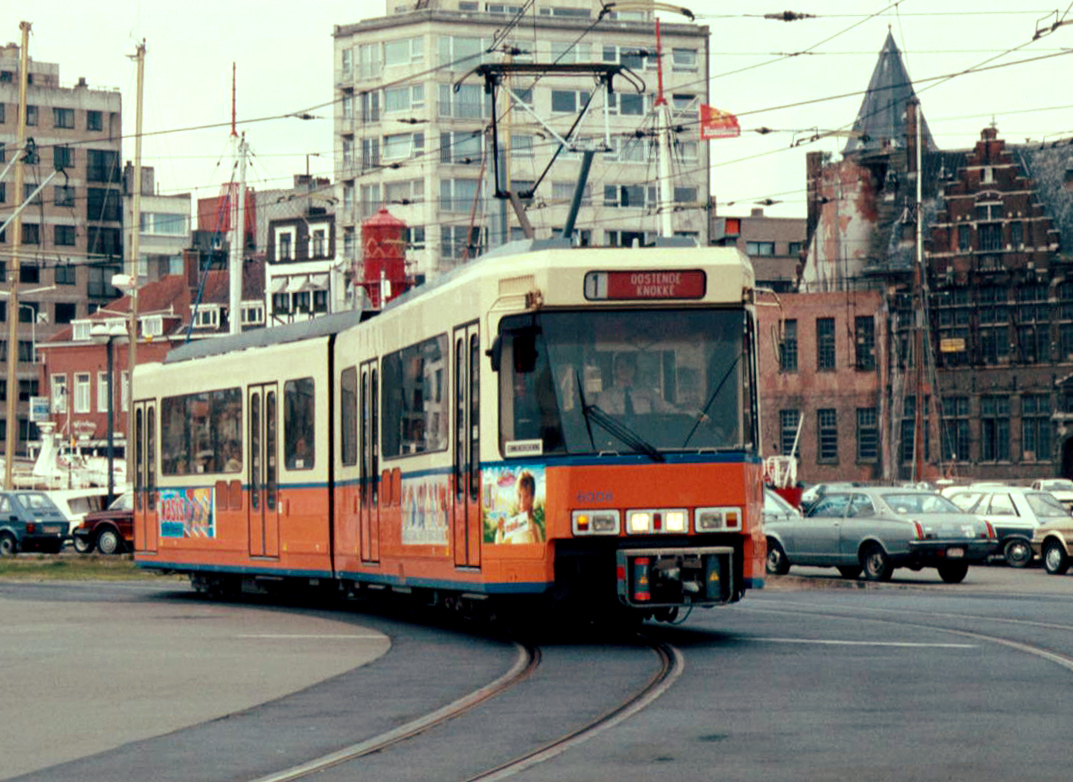
Gelede tram nr. 6008 te Oostende; circa 1985.

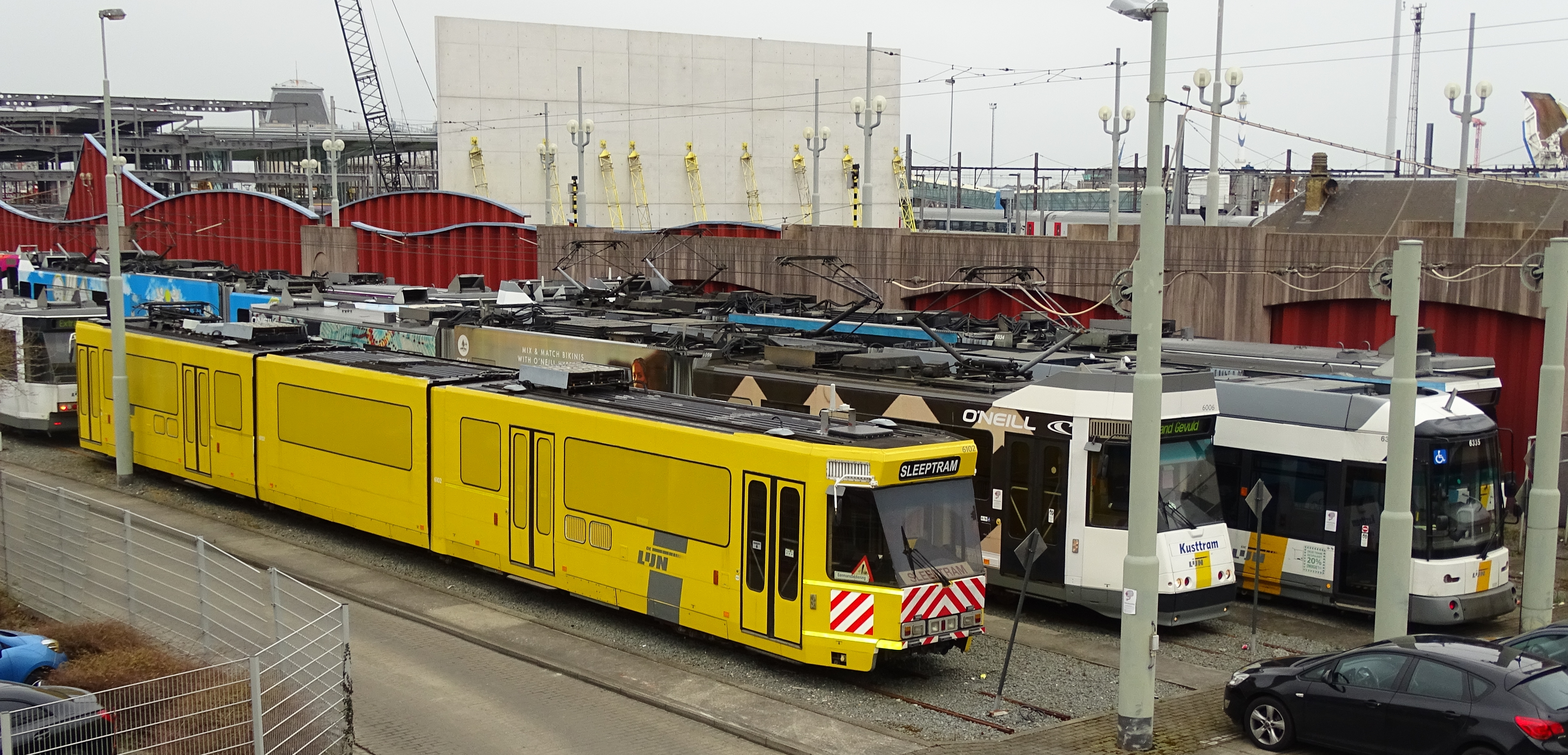
Tweerichting gelede tram nr. 6102 als werkwagen te Oostende; 2016.

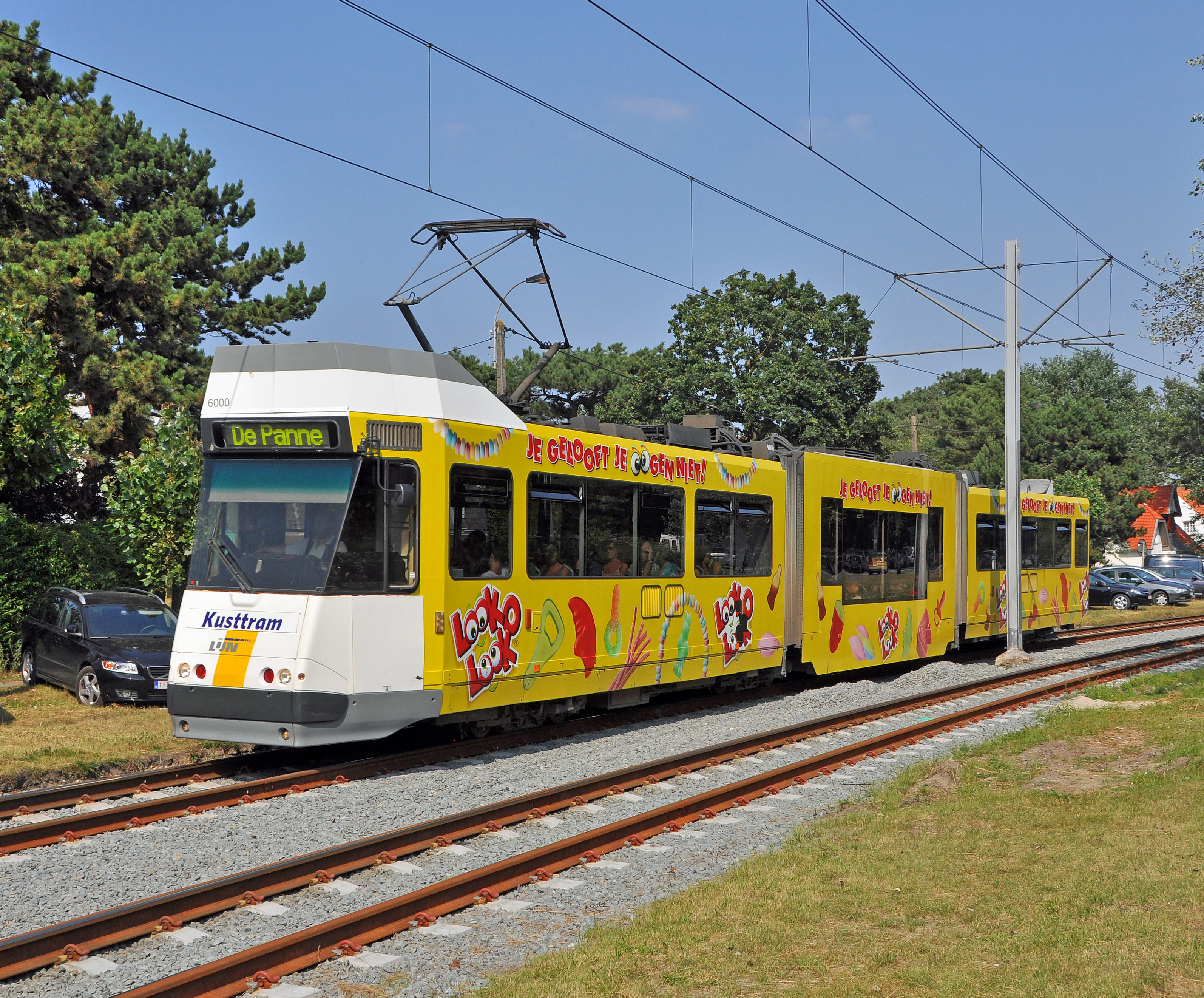
BN-tram in reclamelivrei in De Haan, richting De Panne; augustus 2012.

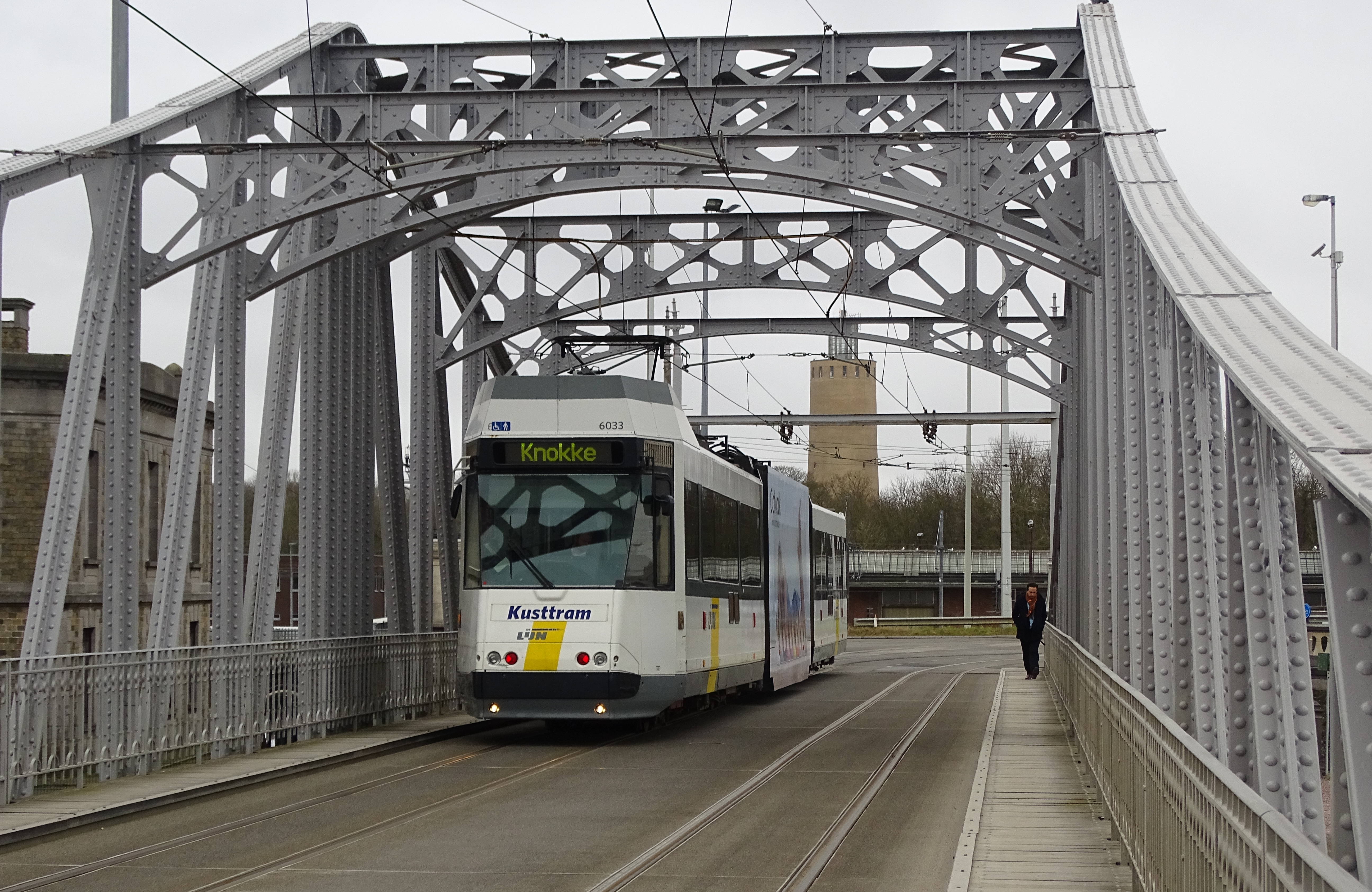
De tram op een sluisbrug in de haven van Oostende; maart 2016.

Tussen 1885 en 1980 zijn er alleen al aan de kust zo'n 180 verschillende series trams in gebruik geweest. Op diverse plaatsen worden museumtrams bewaard, vooral in Knokke en De Panne. Zij zijn in beheer bij de vzw TTO Noordzee.

### Elektrische motorwagens
- Motorpakwagen OB 9965 uit 1911
- MIVG 354, 339 en 378 uit 1930

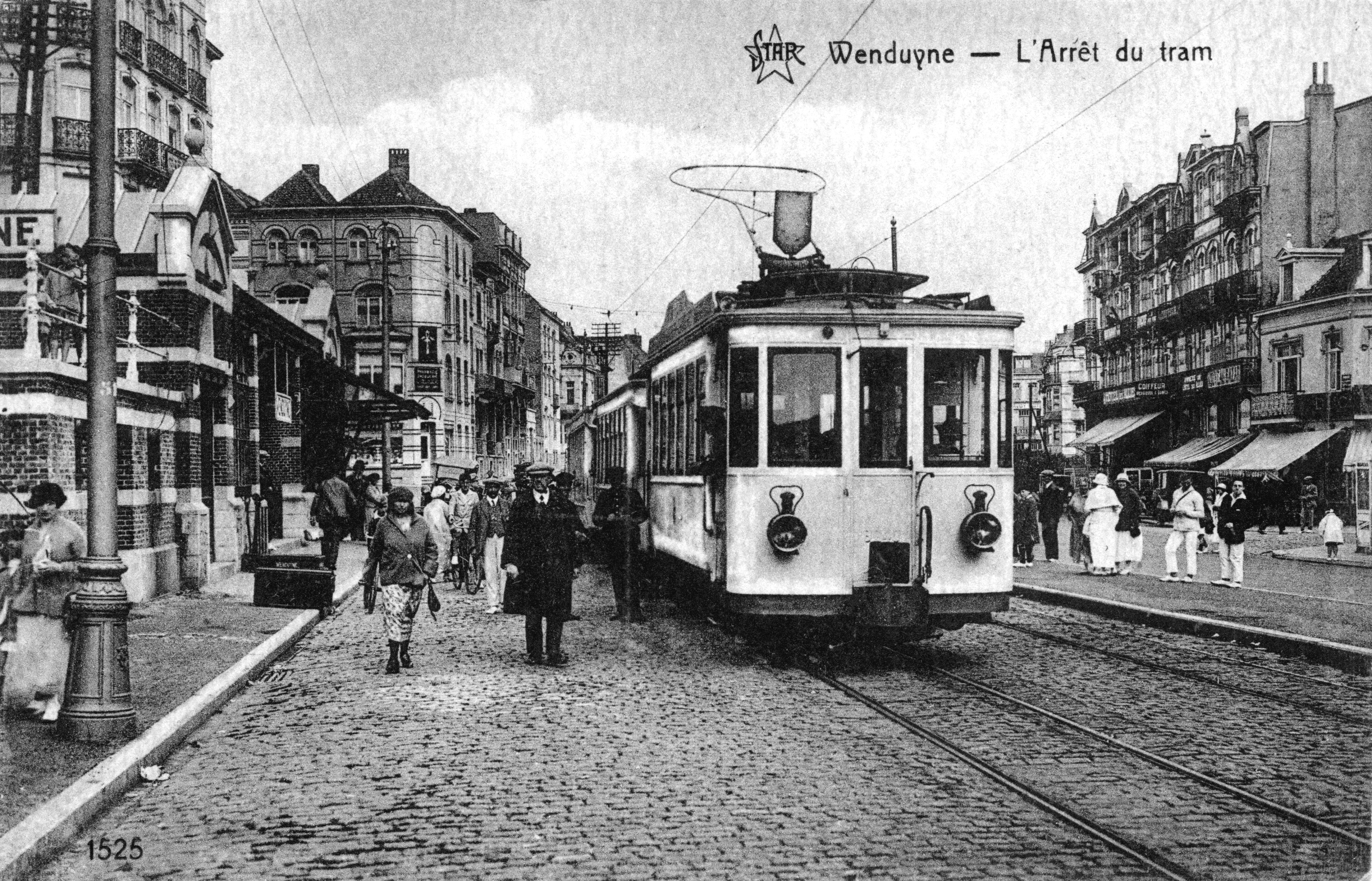
Elektrische tram te Wenduine in de jaren 1920.

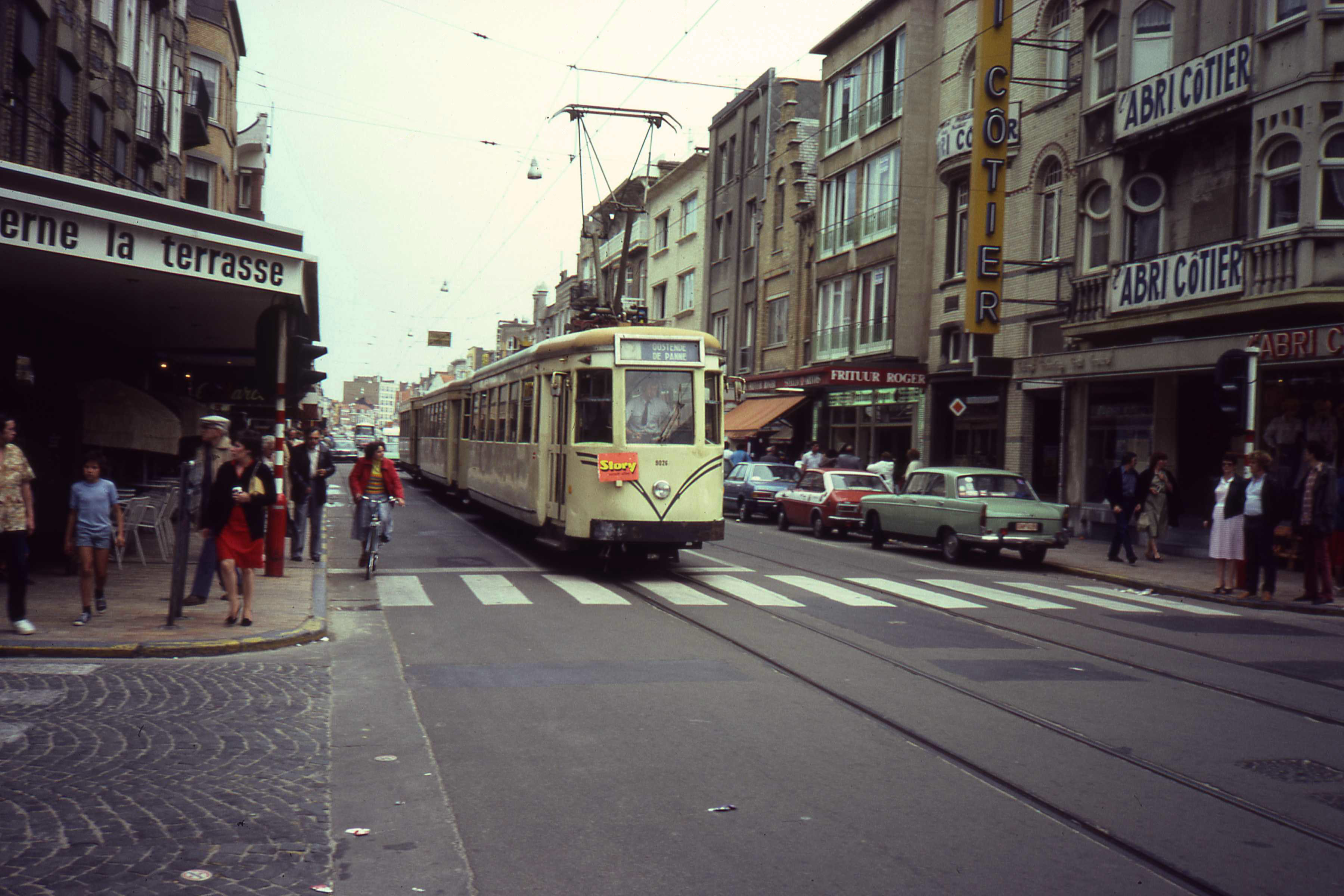
Typische NMVB-tram uit de jaren 1970 met twee aanhangwagens in De Panne (1981).

- Standaardmotorwagens 9942 en 9985 uit 1932
- SO 10041 uit 1956
- 9093 uit 1958 en 9123 uit 1957

Er waren drie PCC-trams aanwezig op de kustlijn; een uit Den Haag en twee uit Gent:
- HTM PCC 1006 uit 1952
- MIVG PCC 23 uit 1971
- De Lijn PCC 40 uit 1971 (ex-MIVG, nu in uitvoering van De Lijn)

Inmiddels zijn of waren PCC-tram 40 en 1006 tijdelijk ondergebracht in Weelde. De 1006 is in 2021 geschonken aan het Nederlands Transport Museum en in mei 2022 overgebracht naar Nieuw-Vennep.
- BN LRV 6017, 6025 en 6102.

### Aanhangrijtuigen
- A871 uit 1897
- A50 uit 1899
- A8768 uit 1907
- A11572 en A11574 uit 1909 (beide alleen kast)
- A11593 uit 1909
- Open rijtuig A8810 uit 1910
- A8853 uit 1912
- Open aanhangrijtuig A8853 uit 1913
- MIVG 70 uit 1913.
- 9944 uit 1932
- Standaardaanhangrijtuigen 19211 en 19656 uit 1932
- 19537 uit 1952
- 19706 uit 1952
- Destelbergen 19537 en 19538 uit 1952
- 19578 uit 1953 (barrijtuig)
- 19545 uit 1953 (zonder interieur)

### Wagons en goederenpakwagens
- A 15858 uit 1910 (open wagen)
- A 17689 uit 1910
- A 18116 uit 1915
- A 20143 uit 1917
- Ladderwagen LW2 (A 3633)

### BN LRV

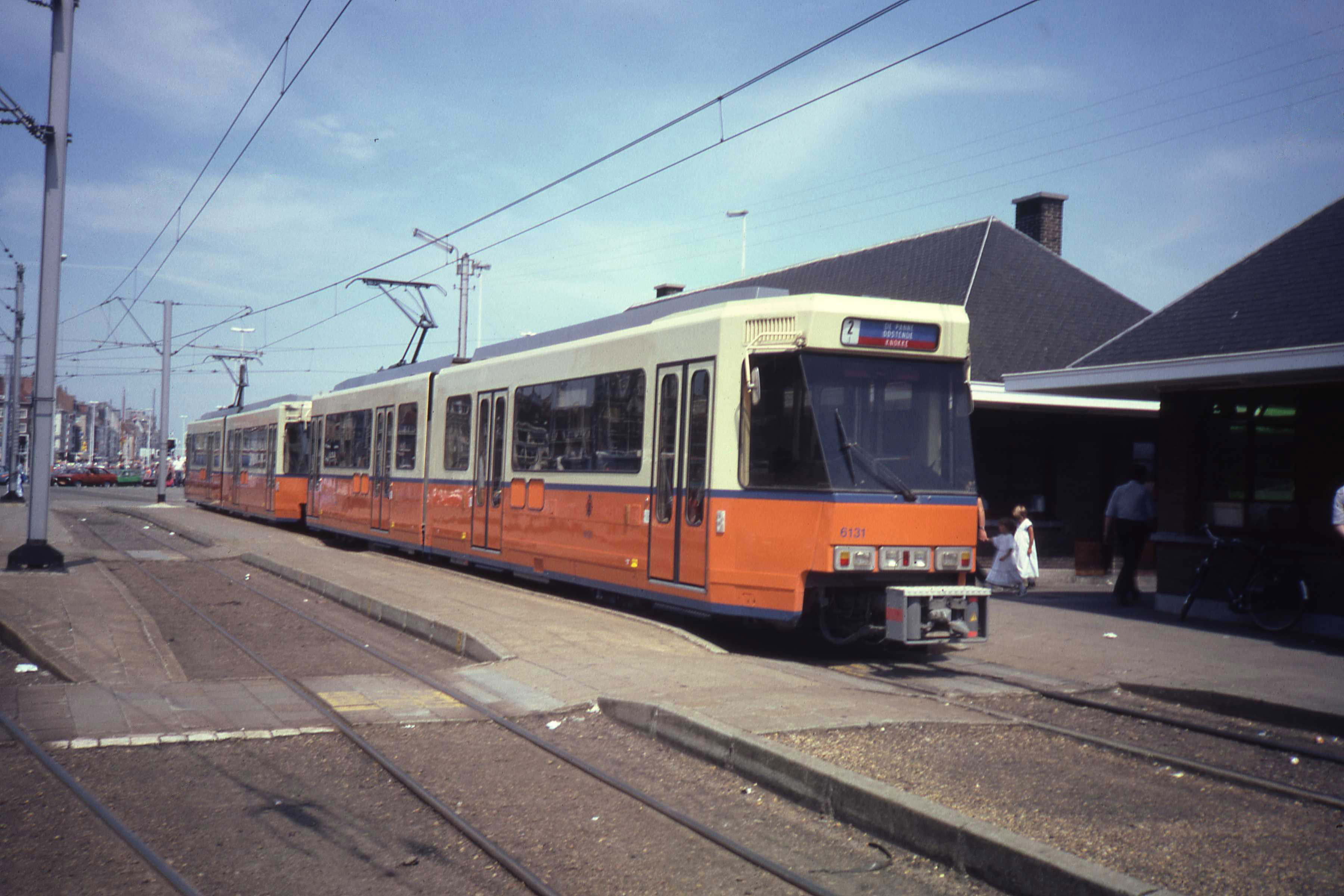
Nog in oorspronkelijke staat verkerende gekoppelde BN-trams, toen die mogelijkheid nog werd gebruikt. Trams van de serie 6100, die later naar Charleroi gingen (Oostende, augustus 1981).

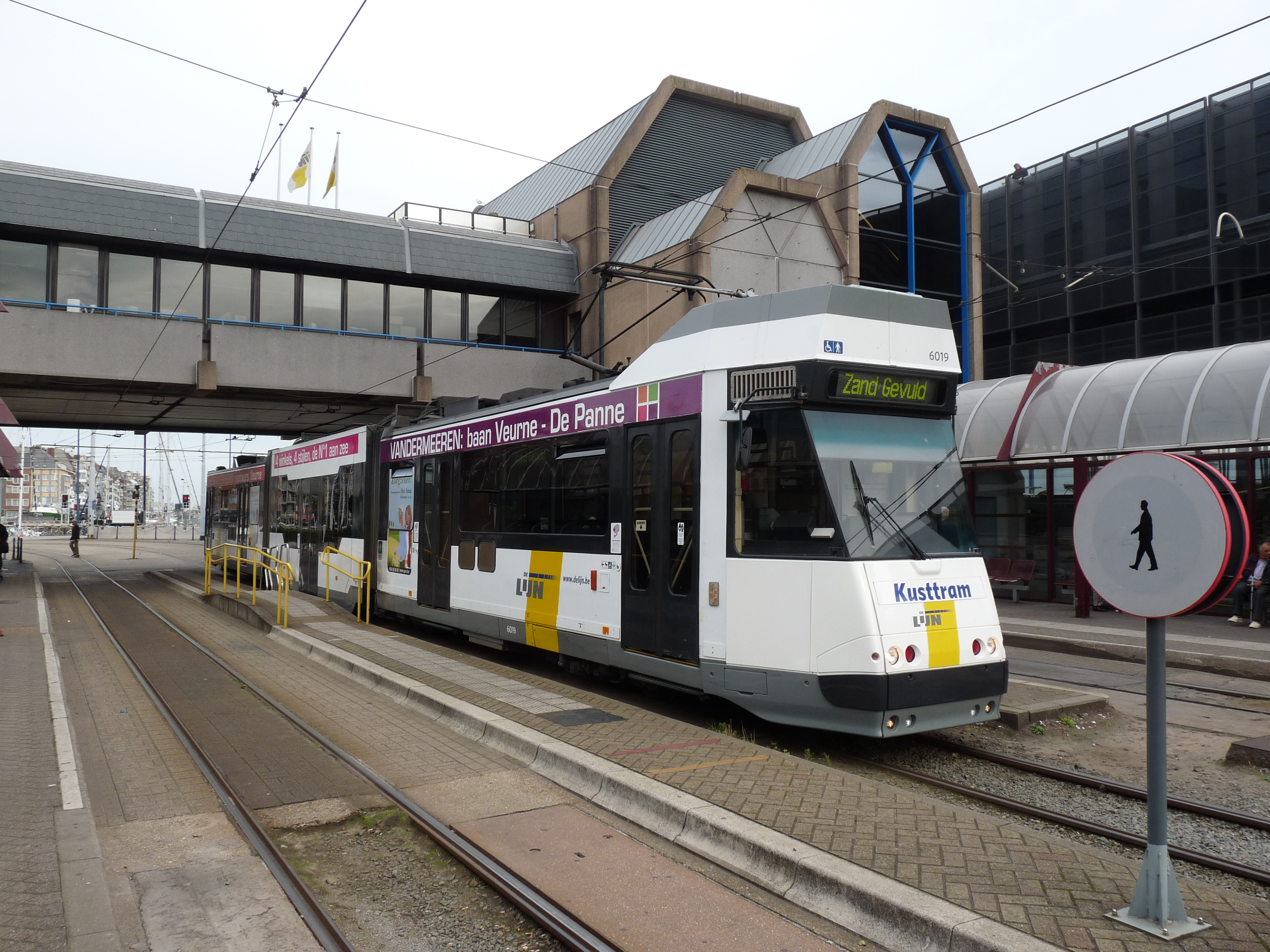
Een van een nieuwe kop voorziene tram bij het oude tramstation van Oostende (2016).

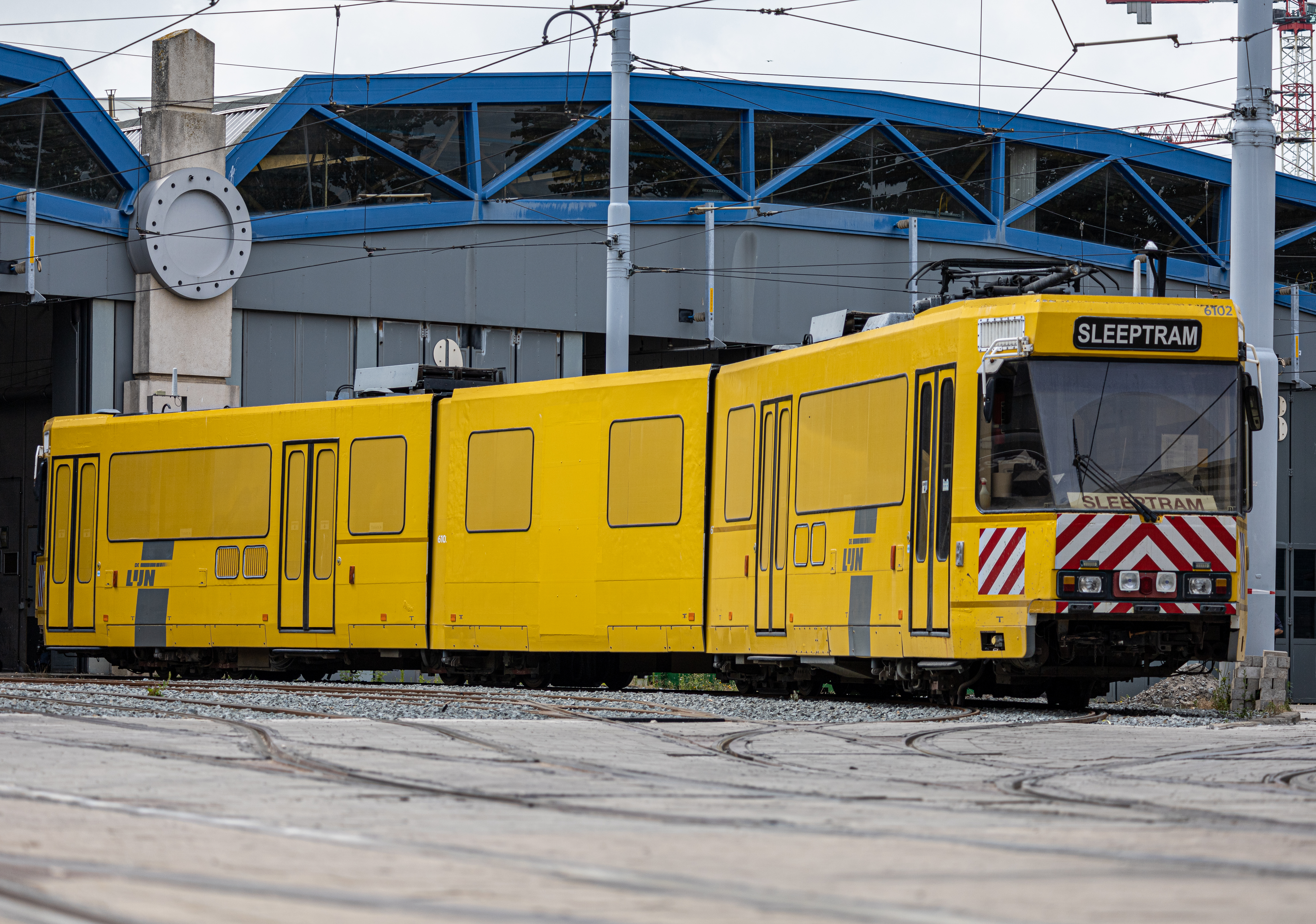
BN sleeptram "Manilla" te Oc Oostende.

Deze trams waren voor het laatst in dienst op 23 september 2023. De officiële naam van het materieel is BN LRV (Light Rail Véhicule), maar ze worden meestal BN's genoemd naar zijn maker La Brugeoise et Nivelles. Het waren de eerste gelede trams in de geschiedenis van de NMVB, de Kusttram, en in Vlaanderen. Er werden twee series gemaakt: een voor de kust (serie 6000; 49 stuks) en een voor Charleroi e.o. (serie 6100; 54 stuks). Omdat er in Charleroi nog weinig was aangepast en de serie 6000 nog niet volledig was, ging een groot deel van de serie 6100 vanuit de fabriek in Brugge eerst naar de kust. Het verschil tussen de twee series is vooral dat de serie 6000 uit eenrichtingsvoertuigen bestaat en de serie 6100 uit tweerichtingsvoertuigen. Opmerkelijk is dat de NMVB koos voor twee uitvoeringen, terwijl er in beide gebieden vrijwel altijd tweerichtingsvoertuigen waren. Ook is er een verschil in maximumsnelheid (kust: 75 km/u, Charleroi: 65 km/u).
Beide series waren oorspronkelijk tweedelige gelede trams. Vanwege de keuze voor eenrichtingsvoertuigen moesten er aan de kust diverse keerlussen worden aangelegd. Pas toen de serie 6000 vanaf 1982 werd geleverd ging een groot deel van de serie 6100 naar Charleroi, op twee stuks na. Prototype 6000 werd wel in 1980 geleverd. De 6102, 6103 (1) en 6131 zijn nooit in Charleroi geweest. De nieuwe 6102 en 6103 (1) kwamen bij een testrit in 1981 in dichte mist met elkaar in botsing. De schade was zodanig dat de twee onbeschadigde delen werden samengevoegd tot een "nieuwe" 6102, met een extra deel ertussen. Sindsdien had alleen de 6102 een derde deel, maar zonder lage vloer. In 1984 leverde BN een nieuwe 6103 (2) aan Charleroi. In 1985 verlieten de laatste 6100-en de kustlijn. De 6107 heeft alleen aan de kust gereden.
In plaats van lange treinen te rijden met drie aanhangwagens, moest gezien de beperkte capaciteit van de nieuwe trams veel vaker gereden worden. Dit had het voordeel dat de hogere frequentie aantrekkelijk was en extra reizigers opleverde. Om de spitstrams te versterken werd oorspronkelijk gedacht aan het gekoppeld rijden. Uiteindelijk heeft alleen de serie 6100 gekoppeld gereden. Maar de koppelblokken waren het gevaarlijkst, omdat ze uitstaken en massief waren. Daarom zijn ze geleidelijk verwijderd bij de serie 6000, het eerst aan de voorkant. 
Oorspronkelijk waren de trams ruim 21 meter lang (22 met koppelingen), 2 meter 50 breed en ruim 48 ton zwaar. De later verlengde trams van de eerste generatie zijn ruim 30 meter lang en wegen leeg ruim 48 ton. De tweede generatie is 31,2 meter lang en weegt leeg 49 ton. Als zo'n tram vol is weegt hij circa 69 ton. De maximumsnelheid zou, nadat de trams grotere wielen kregen, 85 km per uur zijn.
De beide series werden afgeleverd in de toen nieuwe NMVB-kleuren; boven crème, onder oranje, met ertussen een blauwe streep. De stoelen en banken waren bekleed met oranje glimmende gladde stof. Slechts enkele trams kregen nog de volgende nieuwe NMVB-kleuren, want kort daarop kwam de overgang naar De Lijn. De buitenkanten werden daarna vrij spoedig wit met grijs, maar de oranje banken en stoelen bleven langer.
De trams waren oorspronkelijk enkelgeleed, maar in 1994 en 1996 werden zestien trams voorzien van een middenbak met lage vloer en een extra loopdraaistel. Daarmee had de Kusttram ook de eerste meervoudig gelede trams van Vlaanderen. De overige trams kregen vanaf 2002 een andere middenbak. Alle trams waren sindsdien dus nog veel zwaarder, maar kunnen nog steeds zo'n 80 km per uur halen. Alle trams werden later uitgerust met een 'zachte' voorkant met een laagje kunststof vooraan om ongevallen 'te verzachten'. Ook loopt de voorkant verder door beneden, zodat de kans dat iemand onder de tram terecht zou komen werd verminderd. Vanaf 2006 kregen ook de achterkanten een nieuwe uitstraling. De trams kregen nu een digitale led-bestemmingsaanduiding; deze vervingen de oude papieren films.
De serie 6000 was in de loop der jaren niet meer compleet. Na diverse ongevallen werden diverse delen verwisseld en daarmee zijn diverse nummers verdwenen. In februari 2020 waren nog 44 trams van dit type aanwezig: 6001-6019, 6024-6028, 6031-6037 en 6039-6049 (sommige nummers zijn niet de oorspronkelijke, maar zijn ontstaan na samenvoegingen). Nadat in januari 2022 de laatste nieuwe Kusttram was afgeleverd waren de oude nog maar weinig onderweg te zien.
In 2023 waren nog aanwezig: 6002, 6003, 6007, 6008, 6012, 6013, 6016-6019, 6034 en 6039. Deze bleven beschikbaar voor het drukke zomerseizoen zodat er geen trams meer uit Antwerpen en Gent hoefden te komen. De kans werd groot geacht dat dit nog enige jaren zo zou blijven, omdat de HermeLijn-trams toe zouden zijn aan hun midlife-rivisie, en daarom niet naar de kust zouden kunnen. Of dat effectief zou gebeuren viel te betwijfelen; want de BN-trams zelf hebben nooit een echte midlife-revisie gehad. Inderdaad ging dit niet door, want begin september 2023 werd het einde van de laatste twaalf aangekondigd, met een afscheidsfeest op 23 september 2023.
Drie exemplaren blijven er bewaard bij TTO Noordzee; 6017, 6025 en 6102. Zij zullen wegens ruimtegebrek niet bij de TTO maar bij De Lijn gestald moeten worden. Er is geen BN-tram meer in oorspronkelijke staat, dus een museumtram in die staat te brengen is een lange termijn-operatie.
In 2018 was er overleg met TEC Charleroi om een tweerichting-tram over te nemen als museum-kusttram. Als gevolg van de renovatie van die trams ging dat niet door. Sindsdien is er het plan om een kusttram terug te verbouwen met onderdelen uit Charleroi die daar bij renovatie vrij zouden komen, zoals de fronten. Maar uiteindelijk werden de fronten niet verwijderd. Andere mogelijkheid is het terug te verbouwen / aanpassen van sleeptram 6102, die nooit een ander front of achterkant kreeg.
|                          | Oorspronkelijke serie 6000 |
| ------------------------ | --- |
| Lengte                   | 22,280 meter |
| Vermogen motor           | 457 kW |
| Gewicht                  | 31,5 ton leeg, 48,7 ton vol geladen. |
| Capaciteit reizigers     | 147 |
| Remsysteem               | Drie systemen: - Elektrodynamische remmen - Indirecte schijfremmen met luchtdruk op motordraaistellen of op centrale loopdraaistel - Elekromagnetische remmen         |
| Halteaanduiding          | Elektrisch met leds |
| Ventilatie en verwarming | Aanwezig, geregeld door thermostaatOostende |
| Andere gegevens          | Mogelijkheid tot energieterugwinning, een veiligheidspedaal, uitschuifbare treden voor in- en uitstappen, automatische halteafroep, maximale koppeling van drie trams |

### HermeLijnen

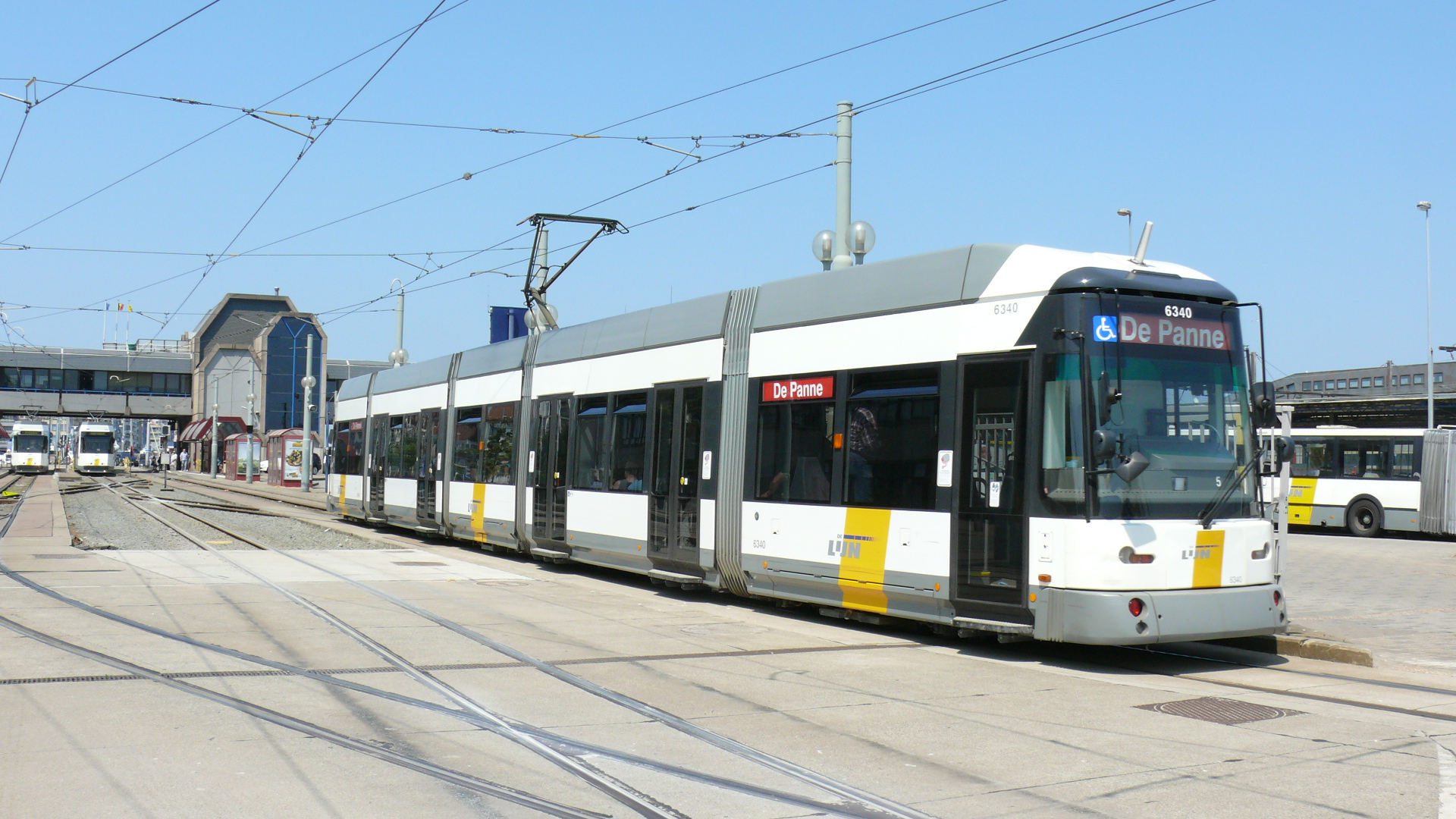
HermeLijn 6340 bij het Station Oostende (juni 2010).

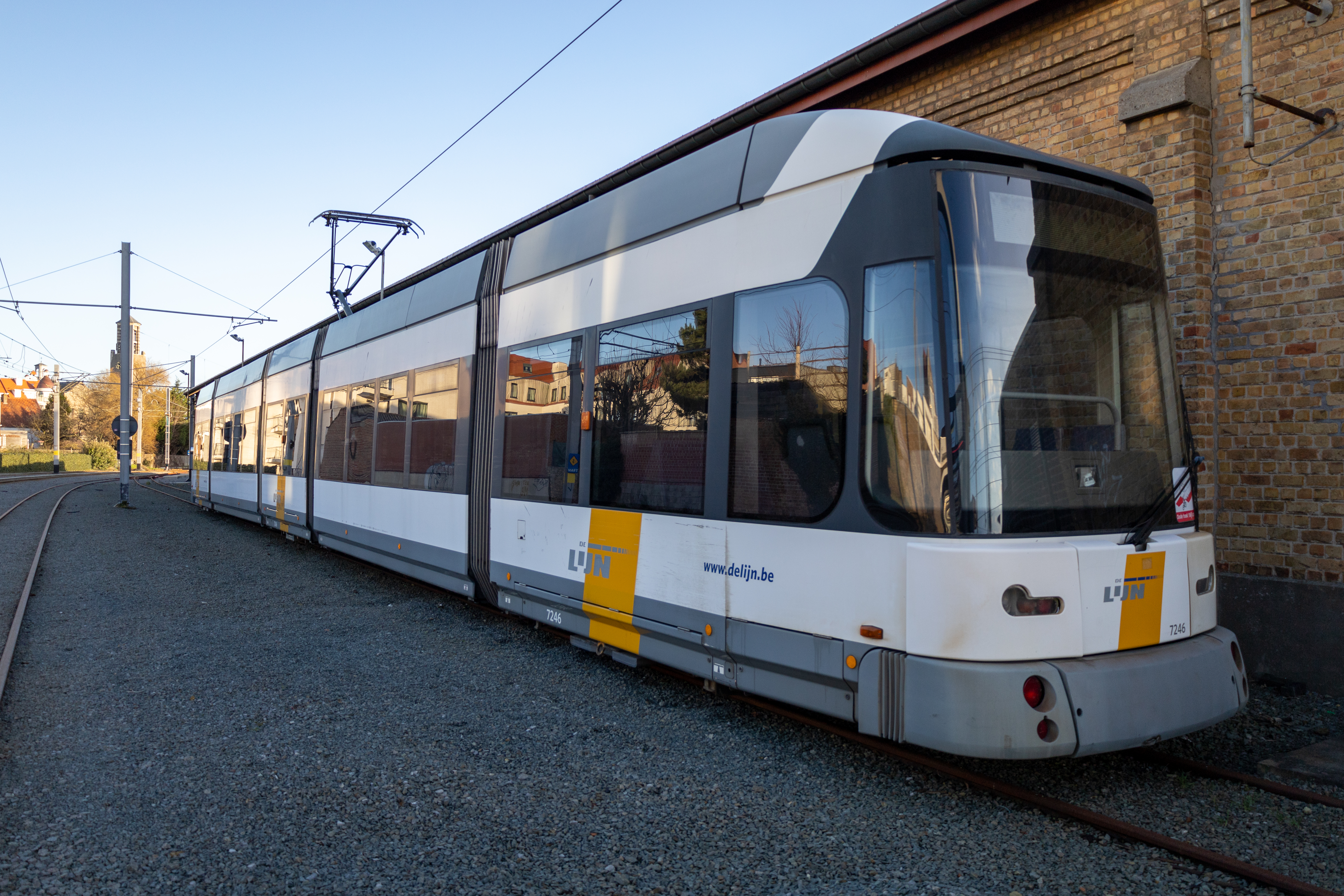
HermeLijn 7246 te Knokke (december 2022).

Door alle "verongelukte" trams was het oorspronkelijke overschot inmiddels een tekort geworden, vooral in de zomer. Daarom werden er in de zomers van 2006-2020 elke zomervakantie een dertiental trams, type HermeLijn uit Antwerpen en Gent, aan de kust ingezet. Dit kon omdat in die steden er in de zomervakantie minder trams nodig zijn. Ze werden per vrachtwagen en met escorte naar de kust gebracht.
Vanuit Gent kwamen de nummers 6332-6341, uit Antwerpen de nummers 7225, 7229, 7236, 7246, 7266-7271.
Tijdens de zomer van 2005 werden er vier Antwerpse HermeLijn-trams voor het eerst getest aan de kust, deze droegen allen een dubbel wagenparknummer: enerzijds het (West-Vlaamse) 60xx-nummer en anderzijds het oorspronkelijke Antwerpse 72xx-nummer. De jaren nadien kregen de trams géén bijkomend 60xx-nummer meer.
- 6050 = 7229
- 6051 = 7246
- 6052 = 7236
- 6053 = 7225

Van 2005 tot 2007 dienden deze voornamelijk als versterking tussen Oostende en Westende. Vanaf de zomer van 2008 werd deze dienst uitgebreid tot De Haan Zwarte Kiezel. Omdat een HermeLijn moeilijker kan draaien door het gebrek aan meedraaiende wielstellen zoals een BN, moest het spoor op verscheidene plaatsen heraangelegd worden. 
Sinds 2008 werden ook al (niet-reguliere) ritten met passagiers naar De Panne uitgevoerd, onder andere als gevolg van veel defecten bij de BN-trams. Vanaf 2010 werden de extra ritten naar De Haan Zwarte Kiezel als besparingsmaatregel gedurende de zomermaanden afgeschaft. Testritten met de HermeLijn tot Knokke werden in het voorjaar van 2010 eveneens uitgevoerd. Vanaf juni 2010 reed de HermeLijn dan ook van Knokke tot De Panne, op het hele traject. De versterkingsritten Oostende Station – Westende-Bad waren sindsdien niet meer opgenomen in de dienstregeling en de HermeLijn voerden zowel reguliere diensten De Panne – Knokke als versterkingsdiensten Oostende – Westende uit.
De Hermelijnen hadden aan de kust rolfilms met alle bestemmingen op een rode achtergrond; die werden later (in Gent of Antwerpen) vervangen door digitale filmbeelden.
In de zomers van 2021, 2022 en 2023 vulden BN en Zeelijner elkaar aan waardoor de inzet van HermeLijn-trams niet meer nodig was. Door de buiten dienststelling van de laatste BN's zal dit vanaf de zomer van 2024 wel weer nodig zijn.
Ieder jaar verblijven twee Hermelijnen 's winters aan de Kust: een uit Antwerpen en een uit Gent. Overzicht, voor zover bekend:
- 2008: 6333, 7266
- 2009: 6335, 7246
- 2010: 6334, 7267
- 2011: 6332, 7268
- 2012: 6332, 7266 (6332 in februari 2013 teruggekeerd naar de Kusttram)
- 2013: 6341, 7267 (6341 in februari 2014 teruggekeerd naar de Kusttram)
- 2014: 6336, 7236 (6336 in februari 2015 teruggekeerd naar de Kusttram)
- 2015: 7269 + ?
- 2016: 6335 + ? (6335 vertrok op 25 augustus 2016 uit Oostende).[29]
- 2018: 7267, 7225 (7225 vertrok op 27/08/19 uit Oostende, en de 7267 op 19 augustus 2019)
- 2019: 7246, 6336 (6336 vertrok in oktober 2020 uit Oostende)
- 2020: 7246 (deed regelmatig versterkingsritten tot april 2021)
- 2021/2022: 7246 (6334 kwam in juni 2021 naar de kust om dienst te doen als sleeptram en vertrok eind augustus 2021 terug naar Gent).[30]
- 2023: 6339, 7229 en 7236 (Deze kwamen in september 2023 naar de kust gelijktijdig met de buiten dienststelling van de laatste twaalf BN's. De 7246 ging tegelijkertijd ook terug naar Antwerpen.)

Tot 2020 verbleven de Antwerpse 7225, 7229, 7236, 7266, 7270 in de zomermaanden op de kustlijn. Tot 2019 betrof dat ook de 7267, 7268 en 7269. De 7271 was er alleen in 2020. De 7235 reed alleen testritten aan de kust, in 2004.
Uit Gent kwamen: tot 2018: 6337, 6339. Tot 2019: 6340. Tot 2020: 6332, 6333, 6335, 6336, 6338, 6341. Tot 2021: 6334. De "winter-Hermelijnen" dienden vooral voor instructieritten, en soms als sleeptram.
Met de start van reizigersvervoer met de Zeelijners in april 2021 moest 7246 ineens stand-by blijven om indien nodig één af te slepen. 6102 kon dit toen nog niet vanwege hoogteverschil tussen de koppelingen. Later werd dit probleem opgelost met een koppelstuk en werd 7246 bijna volledig overbodig aan de kust. Op 28 november 2022 werd de 7246 overgebracht naar stelplaats Knokke, sindsdien deed deze geen sleep of reguliere diensten meer en stond hij naast de loods van TTO. Eind september 2023 keerde 7246 terug naar Oostende om van daar naar Antwerpen getransporteerd te worden. Hij was namelijk niet meer rijvaardig en had een groot onderhoud nodig.
In september 2023 werden ook drie andere HermeLijn-trams naar de kust gebracht, de 6339, 7229 en 7236. Nu de laatste BN-trams uit dienst genomen waren en hun afscheid hadden gekregen moesten de bestuurders en technici weer leren rijden met de HermeLijn-trams om ze in de zomer van 2024 weer maximaal te kunnen inzetten als versterkingstrams. Hoewel de rijschool nog volop bezig is rijden ze in het weekend al regelmatig versterkingsritten tussen Oostende Station en Westende Bad.

### Jubilea
Bij het eeuwfeest van de NMVB in juni 1985 en bij het 125-jarig bestaan van de Kusttram in juni 2010 werd een grote tramparade gehouden tussen Westende en Oostende. Hierbij kwam veel historisch trammaterieel op de baan. In 2010 betrof het niet alleen materieel van de vroegere NMVB, maar ook uit Antwerpen, Gent en Den Haag (PCC 1006).